# Magazynek Wybranciski
Magazynek Wybranciski (lit. Vibrantiškės) – dawny folwark. Tereny, na których leżał, znajdują się obecnie na Litwie, w okręgu wileńskim, w rejonie wileńskim, w gminie Podbrzezie.
Współcześnie część wsi Wybranciszki.

## Historia
W dwudziestoleciu międzywojennym leżał w Polsce, w województwie wileńskim, w powiecie wileńsko-trockim, w gminie Podbrzezie. W 1931 miejscowość liczyła 16 mieszkańców, zamieszkałych w 1 budynku.
Po II wojnie światowej w granicach Związku Sowieckiego. Zniesiony w 1988. Od 1991 na niepodległej Litwie.